# البهائية في دومينيكا
بدأت البهائية في دومينيكا بذكر من عبد البهاء، زعيم الديانة البهائية آنذاك، في عام 1916، حيث كان يعتقد أن أمريكا اللاتينية من الأماكن التي يجب على البهائيين نشر الدين فيها. تم ذكر جزيرة دومينيكا بشكل خاص كهدف ضمن خطط نشر الدين في عام 1939 من قبل شوقي أفندي، الذي خلف عبد البهاء في قيادة الدين. في عام 1983، يُنسب إلى ويليام نيدن بأنه أول رائد إلى دومينيكا (وصل في 19 أبريل 1966) خلال الاحتفالات المرتبطة بالانتخابات الافتتاحية للجمعية الوطنية الروحية للبهائيين في دومينيكا. وكان يد الأمر ذكر الله خادم ممثلاً عن بيت العدل الأعظم العالمي. أظهرت الأبحاث اللاحقة أن إيفور إليارد وصل قبل يومين، في 17 أبريل 1966. تم انتخاب أول الجمعية الروحية المحلية للبهائيين في دومينيكا في عام 1976. ومنذ ذلك الحين، شارك البهائيون في العديد من المشاريع لصالح المجتمع الأوسع، وفي عام 2001، أفادت مصادر متعددة أن عدد البهائيين في الجزيرة يتراوح بين أقل من 1.4٪ وحتى 1.7٪ من سكان الجزيرة البالغ عددهم حوالي 70,000 نسمة.

## ما قبل التاريخ
كتب عبد البهاء، ابن مؤسس الديانة، سلسلة من الرسائل، أو الألواح، إلى أتباع الدين في الولايات المتحدة في الفترة بين 1916 و1917؛ وقد تم تجميع هذه الرسائل معًا في كتاب بعنوان ألواح الخطة الإلهية. كانت السلسلة السادسة من الألواح هي الأولى التي تذكر مناطق أمريكا اللاتينية، وقد كتبت في 8 أبريل 1916، ولكن تأخر تقديمها في الولايات المتحدة حتى عام 1919—بعد نهاية الحرب العالمية الأولى والإنفلونزا الإسبانية. كانت أولى الأعمال من جانب المجتمع البهائي تجاه أمريكا اللاتينية هي تلك التي قام بها بعض الأفراد الذين قاموا برحلات إلى المكسيك وأمريكا الجنوبية قرب أو قبل هذا الكشف في 1919، بما في ذلك السيد والسيدة فرانكلاند، وروي سي. ويليام، ومارثا روت. تم ترجمة السلسلة السادسة وتقديمها من قبل ميرزا أحمد سهرب في 4 أبريل 1919، ونُشرت في مجلة نجمة الغرب البهائية في 12 ديسمبر 1919.
يقول قداسة المسيح: سافروا إلى الشرق والغرب من العالم وادعوا الناس إلى مملكة الله. … (سافروا إلى) جزر الهند الغربية، مثل كوبا، هايتي، بورتو ريكو، جامايكا، جزر أنتيل الصغرى (التي تشمل دومينيكا)، جزر البهاما، وحتى الجزيرة الصغيرة جزيرة واتلينغ، لها أهمية كبيرة…

### خطة السبع سنوات والعقود التي تليها
كتب شوقي أفندي تلغرافًا في 1 مايو 1936 إلى المؤتمر السنوي للبهائيين في الولايات المتحدة وكندا، وطلب تنفيذ رؤية عبد البهاء بشكل منهجي. في تلغرافه كتب:
أدعو الوفود المجتمعة للتفكير في النداء التاريخي الذي أعلنه عبد البهاء في ألواح الخطة الإلهية. وأحث على المداولات الجادة مع الجمعية الوطنية القادمة لضمان تحقيقها الكامل. القرن الأول من عصر البهائيين يقترب من نهايته. الإنسانية تدخل في أخطر مراحل وجودها. الفرص في هذه اللحظة الحالية لا تقدر بثمن. ليت الله أن كل ولاية في الجمهورية الأمريكية وكل جمهورية في القارة الأمريكية قد تحتضن نور إيمان بهاء الله وتؤسس الأساس الهيكلي لنظامه العالمي قبل انتهاء هذا القرن المجيد.
بعد تلغراف 1 مايو، جاء تلغراف آخر من شوقي أفندي في 19 مايو يدعو إلى تثبيت الرواد بشكل دائم في جميع دول أمريكا اللاتينية. عينت الجمعية الروحية الوطنية للبهائيين في الولايات المتحدة وكندا لجنة أمريكا اللاتينية لتولي الإعدادات. خلال مؤتمر بهائي أمريكا الشمالية لعام 1937، أرسل شوقي أفندي تلغرافًا ينصح المؤتمر بتمديد مداولاتهم للسماح للمندوبين والجمعية الوطنية بالتشاور بشأن خطة تمكن البهائيين من الذهاب إلى أمريكا اللاتينية وكذلك تضمين إتمام الهيكل الخارجي لـ البيت البهائي للعبادة في ويلميت، إلينوي. في عام 1937، تم إطلاق خطة السبع سنوات الأولى (1937–44)، وهي خطة دولية صممها شوقي أفندي، والتي أعطت للبهائيين الأمريكيين هدفًا يتمثل في تأسيس الإيمان البهائي في كل دولة في أمريكا اللاتينية. مع انتشار البهائيين الأمريكيين في أمريكا اللاتينية، بدأت المجتمعات البهائية والجمعيات الروحية المحلية في التشكيل في 1938 عبر باقي دول أمريكا اللاتينية. تم ذكر دومينيكا بشكل خاص كهدف ضمن خطط نشر الدين في عام 1939. هناك سجل عن إلينة مارسيلّا، من بوسطن، في دومينيكا قبل يونيو 1947 رغم أن مصادر أخرى تدعي أنه لم يقم أي بهائي بالاستقرار في دومينيكا حتى عام 1966 وظهرت مراجع أخرى لماريلّا تشير إلى وجودها في جمهورية الدومينيكان.

## التأسيس
منذ عام 1951، نظم البهائيون جمعية وطنية إقليمية تشمل المكسيك وأمريكا الوسطى وجزر الأنتيل. قام بهائي برحلة إلى دومينيكا تحديدًا لمحاولة الوصول إلى الهنود الكاريبيين في 7 مايو 1959. وصل الرواد في 17 أبريل (إيفور إليارد) و19 أبريل (ويليام نيدن)، 1966. منذ عام 1966، تم إعادة تنظيم المنطقة بين بهائيي جزر ليوارد، جزر وينوارد، وجزر العذراء مع مقرها في شارلوت أمالي مع الجمعيات الروحية المحلية للبهائيين في الجزر المجاورة لدومينيكا بحلول نهاية عام 1963. انتقل نيدن إلى جزر أخرى مجاورة. لمدة خمسة أسابيع في 1970، قامت يد الأمر روحية خانم بجولة في جزر الكاريبي. في جزيرة دومينيكا، لم تتمكن إلا من العثور على بهائي واحد، وهو رائد من هايتي، حيث كان الباقون شبه رحل. منذ عام 1972، تم إعادة تنظيم الجمعية الإقليمية لتشمل باربادوس، سانت لوسيا، دومينيكا، سانت فنسنت، غرينادا وجزر وينوارد الأخرى. حوالي ديسمبر 1975، زار البهائيون الهنود الكاريبيين مرة أخرى؛ وهذه المرة تركوا لهم الأدب البهائي. تم انتخاب أول الجمعية الروحية المحلية للبهائيين في دومينيكا في 1976 في سانت جورج، وفي 1977 انضم أول كاربي إلى الدين، وهو جو رابيس. في 1978 تم انتخاب جمعيات في سانت لوك، سانت بول وسانت جوزيف. في 1979، ضرب إعصار ديفيد من الفئة الخامسة دومينيكا، وقدم إيرول (بوبي) مارتن، الذي كان نائب رئيس الجمعية الروحية الوطنية لبهائيي جزر ليوارد وجزر العذراء وضابطًا في جمعية الراديو الهواة في مونتسيرات، الرابط الوحيد للاتصال مع الجزيرة لفترة من الوقت.
في بداية عام 1983، انطلقت مجموعة من البهائيين من دومينيكا في جولة لعدة مدن وقرى للاتصال بالبهائيين المعزولين وكذلك نشر الدين في مناطق جديدة - ربما كانت هذه المرة الأولى التي يتم فيها ذلك بواسطة مواطنين دومينيكيين فقط. في وقت لاحق من عام 1983، مثل يد الأمر ذِكر الله خادم البيت العالمي للعدل، الذي خلف شوقي أفندي في قيادة الدين، في المؤتمر الافتتاحي للجمعية الروحية الوطنية لدومينيكا في روزو. في أكتوبر 1984، عقد بهائيون روزو مؤتمرًا شبابيًا. في 1988، أشرفت الجمعية الوطنية على ترجمة ونشر الكلمات الخفية لبهاء الله.

## المجتمع الحديث
منذ نشأته، كان للدين دور في التنمية الاجتماعية والاقتصادية بدءًا من منح المرأة مزيدًا من الحرية، وطرح الترويج لتعليم المرأة كقضية ذات أولوية، وقد تجسد هذا التفاعل عمليًا من خلال إنشاء المدارس، والتعاونيات الزراعية، والعيادات. دخل الدين مرحلة جديدة من النشاط عندما تم إصدار رسالة من البيت العالمي للعدل بتاريخ 20 أكتوبر 1983. حثت الرسالة البهائيين على البحث عن طرق تتوافق مع تعاليم البهائية التي يمكنهم من خلالها المشاركة في التنمية الاجتماعية والاقتصادية للمجتمعات التي يعيشون فيها. في عام 1979، كان هناك 129 مشروعًا معترفًا به رسميًا من مشاريع التنمية الاجتماعية والاقتصادية للبهائيين. وبحلول عام 1987، ارتفع عدد المشاريع المعترف بها رسميًا إلى 1482. في عام 1982 بدأ البهائيون في الاحتفال بيوم الدين العالمي وفي عام 1986، شمل الاحتفال تكريمًا لـ مارتن لوثر كينغ جونيور من قبل مسؤول دومينيكي، وجذب أكبر جمهور حتى الآن وتغطية من قبل الأخبار الوطنية على الراديو. خلال بقية عام 1986، وصل توزيع منشور من البيت العالمي للعدل بعنوان وعد السلام العالمي إلى نقطة حيث تم ملاحظته من قبل غير البهائيين، حتى أن البهائيين أنفسهم قادوا مسيرة عبر عدة قرى وأقاموا مسابقة فنية تحتفل بالسلام. في عام 1988، زار هنود الكاريب من بليز دومينيكا كجزء من سلسلة فعاليات "مسار النور" التي كان يشارك فيها الهنود الأمريكيون البهائيون. تم إجراء مقابلات مع المسافرين وتم بثها عدة مرات على راديو دومينيكا وكذلك في الصحف المحلية للجزيرة. تم تنظيم عروض عامة وجلسات خاصة بين الزوار والكاريب الأصليين. في 1989، تم نشر ترجمة لـ الكلمات الخفية باللغة الكريولية واعتُبرت مساهمة في الحفاظ على الثقافة الدومينيكية. في 1990، سافرت فرق من الشباب الكاريبيين بين الجزر، وقام فريق بزيارة دومينيكا وعمل مع جمعية المعاقين. في عام 2000، استضاف بهائيون دومينيكا تجمعًا للصلاة في قاعة في جامعة جزر الهند الغربية في روزو. كما أنجزوا مشاريع محو الأمية والتعليم. في 19 ديسمبر 2001، دعمت حكومة دومينيكا تصويت الجمعية العامة للأمم المتحدة بشأن "وضع حقوق الإنسان في الجمهورية الإسلامية الإيرانية" (A/56/583/Add.3 مسودة القرار).

### التركيبة السكانية
وفقًا للتعداد السكاني والإسكان لعام 2001 لدومينيكا، كان 1.4% من السكان ينتمون إلى "مجموعات دينية أخرى"، بما في ذلك الإيمان البهائي. ومع ذلك، أفاد قاعدة بيانات المسيحية العالمية لعام 2001 أن 1.7% من الدومينيكيين كانوا من البهائيين.